# 太和江站
太和江站（：／ Taehwagang yeok */?）是東海線、蔚山港线與長生浦線三線交會的一座鐵路車站，同時也是广域电铁东海线的終點車站，位於韓國蔚山廣域市南區三山洞。本站有ITX-新村、無窮花號及Nuriro号列車停靠。

## 車站結構
站體為2面4線雙島式月台的地面車站，電鐵側月台設有月台幕門，外側另設有11條貨運運輸軌道。

### 月台配置
| ↑ 北蔚山（一般列車）／起終點站（廣域電鐵）         |
| １２ \| ３４ \|                                    |
| 機張（一般列車） ↓／開雲浦（廣域電鐵） ↓／蔚山港 ↓ |

| 月台 | 路線   | 類別                      | 目的地                                                 |
| ---- | ------ | ------------------------- | ------------------------------------------------------ |
| 1、2 | 東海線 | ●广域电铁东海线、無窮花號 | 慶州、永川、東大邱、清涼里、浦項、東海方向／本站起終着 |
| 3、4 | 東海線 | ●广域电铁东海线、無窮花號 | 機張、新海雲臺、釜田方向                               |

## 歷史
- 1921年10月25日：蔚山站（울산역）落成啟用。
- 2010年11月1日：改为现名。
- 2016年12月30日：東海南部線编入东海本线，並迁至距起点站（釜山镇站）69.3公里处[1][2]。
- 2021年3月13日：新站竣工启用[3]。
- 2021年8月26日：迁至距起点站（釜山镇站）68.4公里处[4]。
- 2021年12月28日：鐵路複線电气化工程完工，广域电铁东海线开始運行。

## 圖片

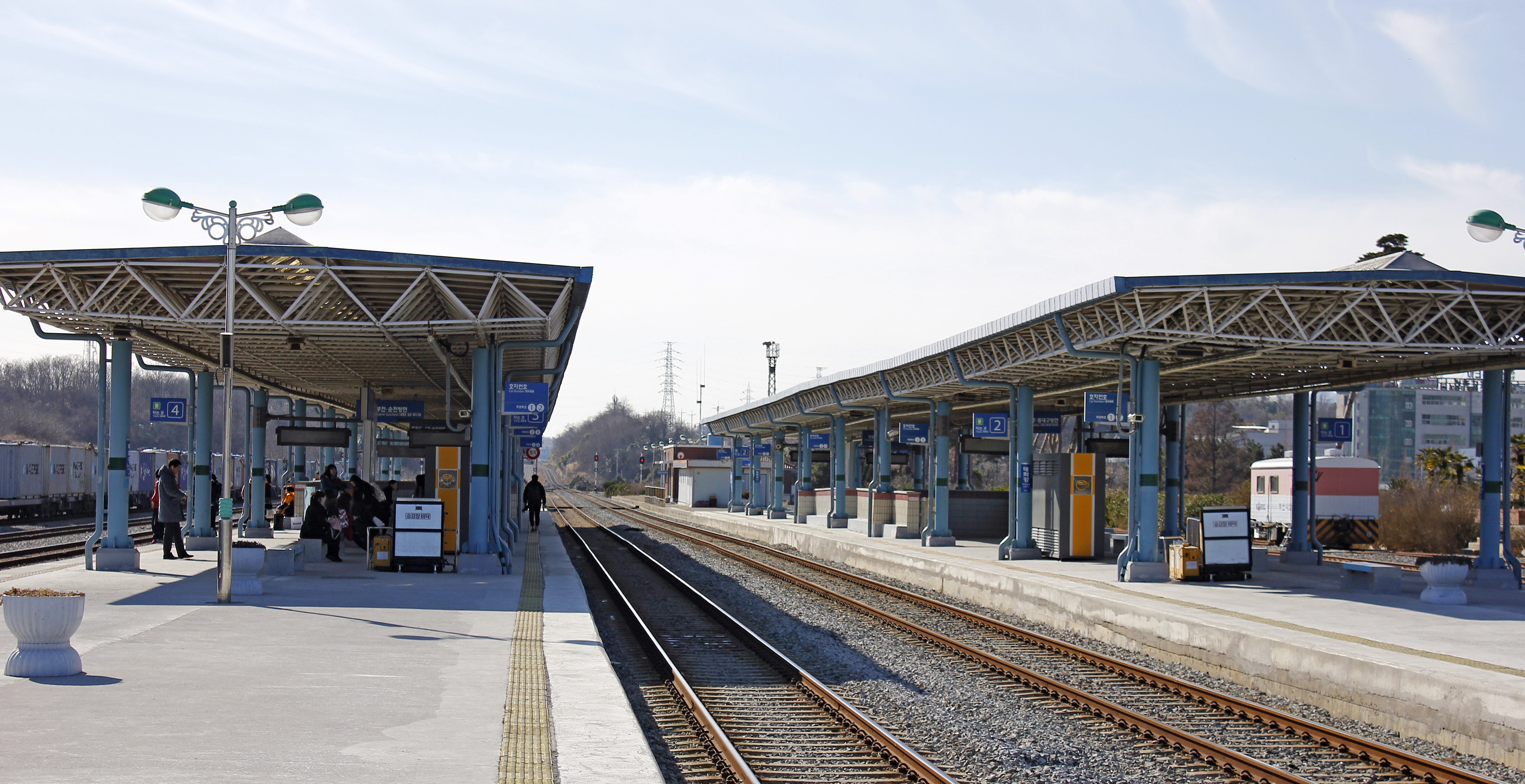
舊站月台
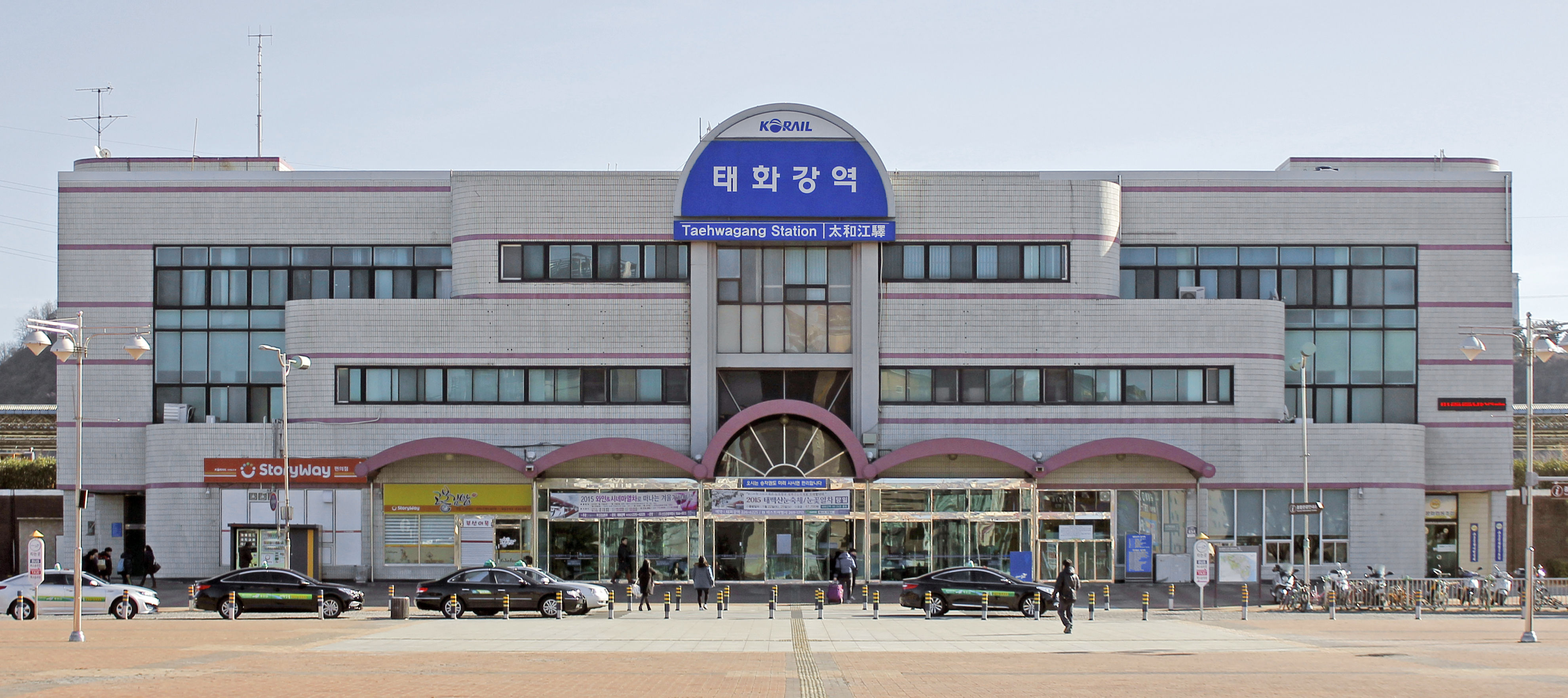
舊站全景

## 相鄰車站
韓國鐵道公社
●广域电铁东海线
開雲浦（K131）－太和江（K132）
●東海線（一般列車）
開雲浦－太和江－北蔚山
●蔚山港線
太和江－蔚山港
●長生浦線
太和江－長生浦